# Kendi Rosales
Kendi Marisela Rosales Madrid (sinh ngày 3 tháng 4 năm 1990) là một vận động viên người Honduras. Cô đã thi đấu ở nội dung 60 mét nữ tại Giải vô địch trong nhà thế giới IAAF 2018.